# Evolution (Sheryl Crow-album)
 For alternative betydninger, se Evolution (flertydig). (Se også artikler, som begynder med Evolution)
Evolution er det tolvte studieablum udgivet af den amerikanske guitarist og sangskriver Sheryl Crow. Det udkom 29. marts 2024 hos selskabet Big Machine Records.
Albummet, der markerede en slags comeback for den amerikanske rock/country-stjerne, fik blandede anmeldelser. Blandt de mere positive fremhævede anmelder, Emma Harrison, i magasinet "Clash Music" i særlig grad titelnummeret "Evolution", hvor den tidligere Rage Against The Machine-guitarist, Tom Morello, gæsteoptræder. Også coverversionen af Peter Gabriels hit, "Digging In The Dirt", hvor Gabriel selv har genindsunget andenstemmen, fik ros med på vejen.

## Spor
1. "Alarm Clock" (2:54)
2. "Digging In The Dirt" (feat. Peter Gabriel) (5:24)
3. "Do It Again" (4:13)
4. "Love Life" (3:50)
5. "Youn Can't Change The Weather" (4:03)
6. "Evolution" (feat. Tom Morello) (4:26)
7. "Where?" (3:53)
8. "Don't Walk Away" (4:22)
9. "Broken Record" (3:07)
10. "Waiting In The Wings" (3:27)